# Саратівське вище військове авіаційне училище льотчиків
Саратівське вище військове авіаційне училище льотчиків (Саратовське ВВАУЛ) — льотне училище в місті Саратов.
Існувало з 1969 по 1991 і спеціалізувалося на підготовці льотчиків для Армійської авіації.
Льотна підготовка курсантів училища велася в трьох навчальних гелікоптерних полицях, що базувалися на аеродромах:
- 131 навчальний гелікоптерний полк (в/ч 21965) — Сокіл Саратовської області (існує і понині у складі Сизранського ВАІ);
- 437 навчальний гелікоптерний полк (в/ч 45659) — Озинки Саратовської області, розформований у 1998;
- 95 навчальний гелікоптерний полк (в/ч 40802) — Тащилівка (м. Сердобськ Пензенської області), розформований у 1991.

У червні 2012 року міністр оборони Росії Анатолій Сердюков заявив про можливе відновлення Саратівського гелікоптерного училища; провадиться підбір майданчика для розміщення цієї установи.

## Історія
- 31 грудня 1969 року наказом МО СРСР № 0029 було створено Саратовську військову авіаційну школу пілотів.
- 15 лютого 1970 року до складу школи увійшли 131-й УВП та 297-й ОБАТ.
- 06 лютого 1971 року школа поповнилася Озинськими частинами: 437-й УВП та 744-й ОБАТ переданими із Сизранського ВАУЛ.
- 12 червня 1971 року Школа пілотів перетворена на Саратовське Військове Авіаційне Училище Льотчиків.
- У вересні 1971 року училищу було додано Сердобські частини: 95-й УВП і 751-й ОБАТ передані з Краснодарського училища.
- 1972 — перший випуск пілотів-прапорщиків
- 1973 — перший випуск офіцерів-льотчиків
- 25 серпня 1977 року училище перетворено на Саратівське Вища Військове Авіаційне Училище Льотчиків.
- 1978 — перший випуск льотчиків з вищою освітою
- 1991 — училище розформоване, курсанти переведені в Уфимське ВВАУЛ.

За роки існування училища навчання у ньому пройшли понад сім тисяч осіб.
До 40 річчя Саратовського ВВАУЛ групою ентузіастів було випущено Пам'ятну громадську медаль «Саратівське ВВАУЛ», а 30 липня 2009 року рішенням № 41 голови Комісії з громадських медалей та пам'ятних знаків затверджено заснування пам'ятної громадської медалі «Саратовське ВВАУЛ». У 2012 році ухвалено рішення про відновлення Саратівського льотного училища.